# 妙照寺 (岐阜市)
妙照寺（みょうしょうじ）は、岐阜県岐阜市の金華山の麓にある、日蓮宗の寺院。山号は三光山。旧本山は京都立本寺、生師法縁。
2015年（平成27年）4月24日、「信長公のおもてなし」が息づく戦国城下町・岐阜 」の構成文化財として日本遺産に認定される。

## 歴史
天文3年（1534年）、日蓮宗の大本山妙顕寺第8世日広の弟子、五千院日舜の開山である。厚見郡今泉村（現在の岐阜市柳町辺り）に創建されたが、慶長5年（1600年）に織田秀信に竹中重治の屋敷跡だった現在地を寄進され移転した。境内奥の「三光稲荷社」は竹中家が守護神として祀り信仰していたと伝わる。昔から人々は妙照寺を親しみを込めて「さんこうさん」と呼び、「三光稲荷社」への参詣者も多い。妙照寺の山号も「三光山」である。松尾芭蕉が滞在した寺ということでも知られており、貞享5年（1688年）に、約1か月滞在した。「やどりせむ　あかざの杖に　なる日まて」の句は芭蕉が到着した時に、出迎えに来た僧らへ芭蕉が挨拶として詠んだ句であり、境内に句碑がある。

## 文化財
- 本堂 - 岐阜市重要文化財[2]
- 庫裡 - 岐阜市重要文化財[2]

## 交通アクセス
岐阜駅および名鉄岐阜駅より岐阜バスで岐阜公園、長良橋方面のバス（高富行き等）で「本町一丁」バス停下車徒歩4分。なお、岐阜駅及び名鉄岐阜駅に戻る場合、「大仏南・妙照寺前」バス停を利用する。妙照寺、岐阜大仏-正法寺付近の道路が一方通行規制のため、上りと下りではバス停の位置が違う（妙照寺と岐阜大仏-正法寺とは徒歩3分ほどの距離）。

## 周辺
- 岐阜大仏 ｜ 正法寺
- 常在寺
- 岐阜公園 ｜ 岐阜城｜ 日中友好庭園
- 川原町

## 参考画像

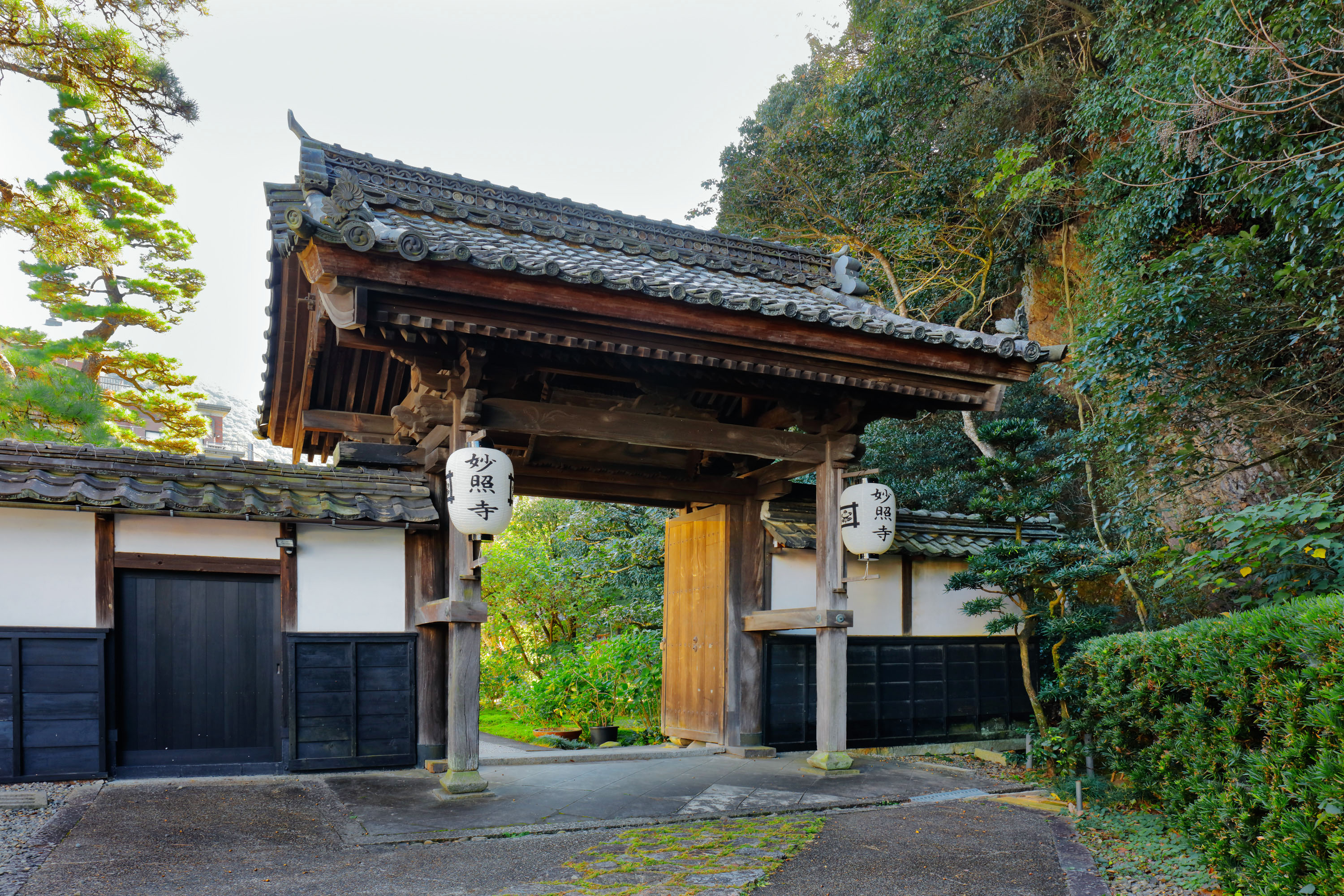
山門
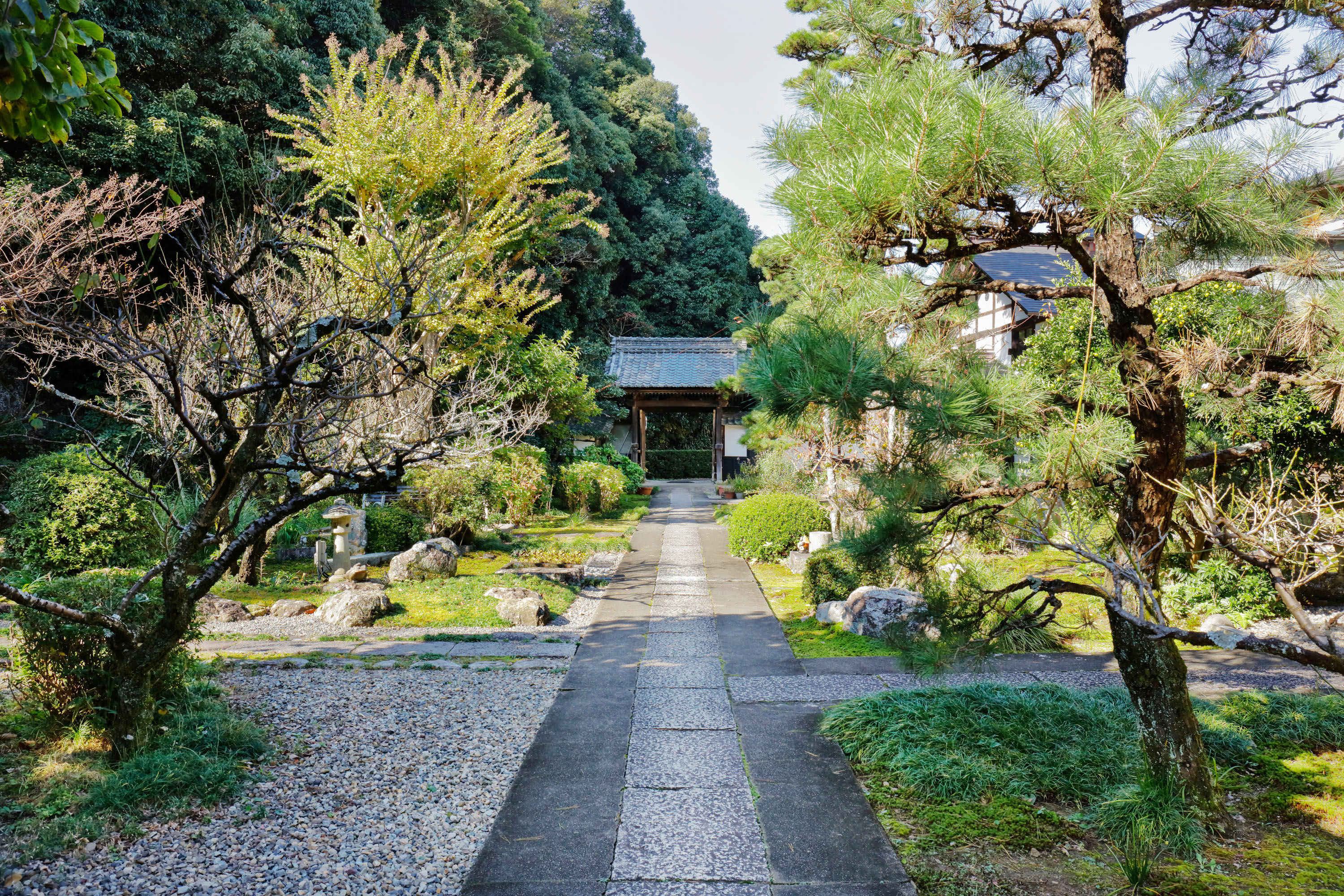
本堂前庭から山門を望む
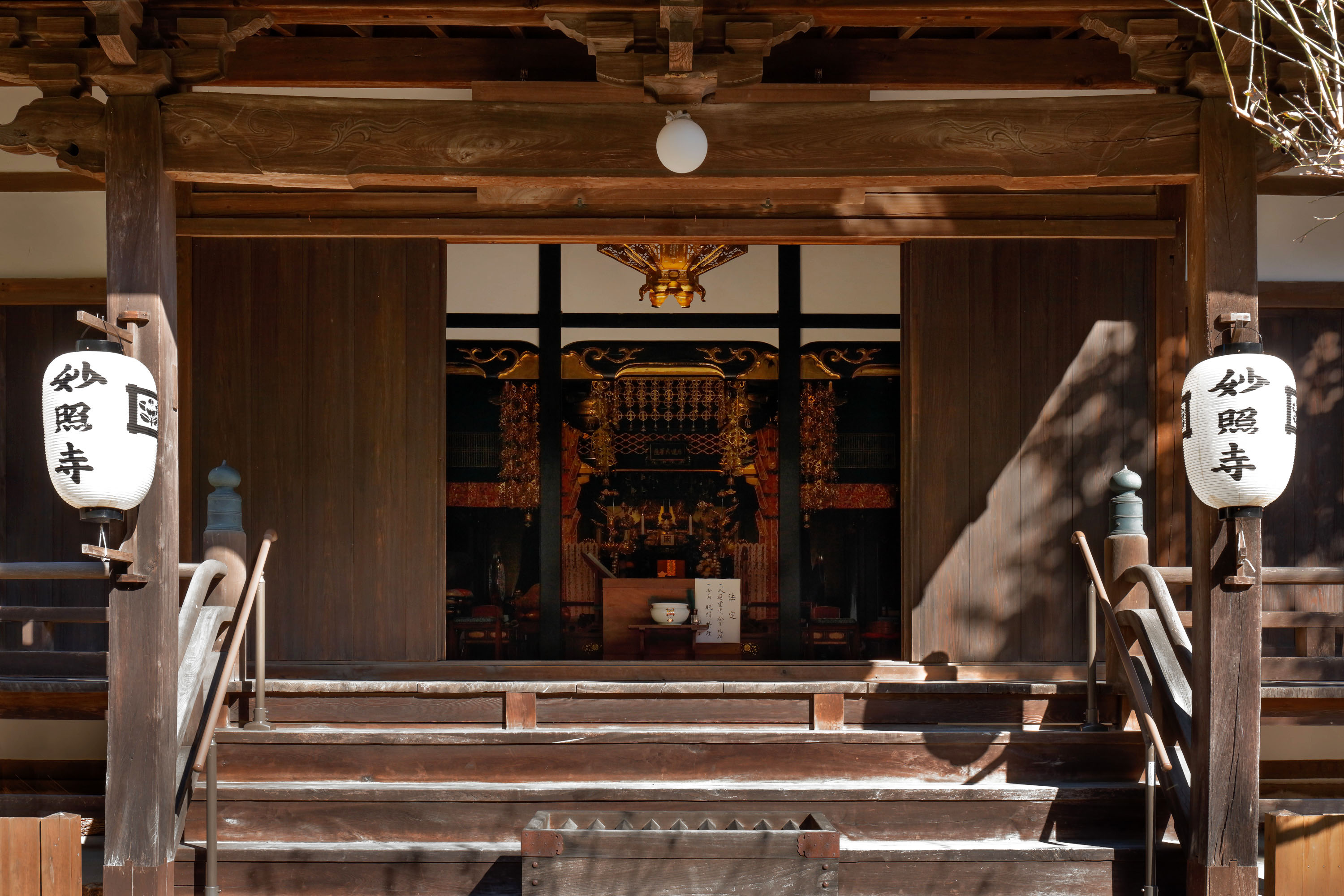
本堂
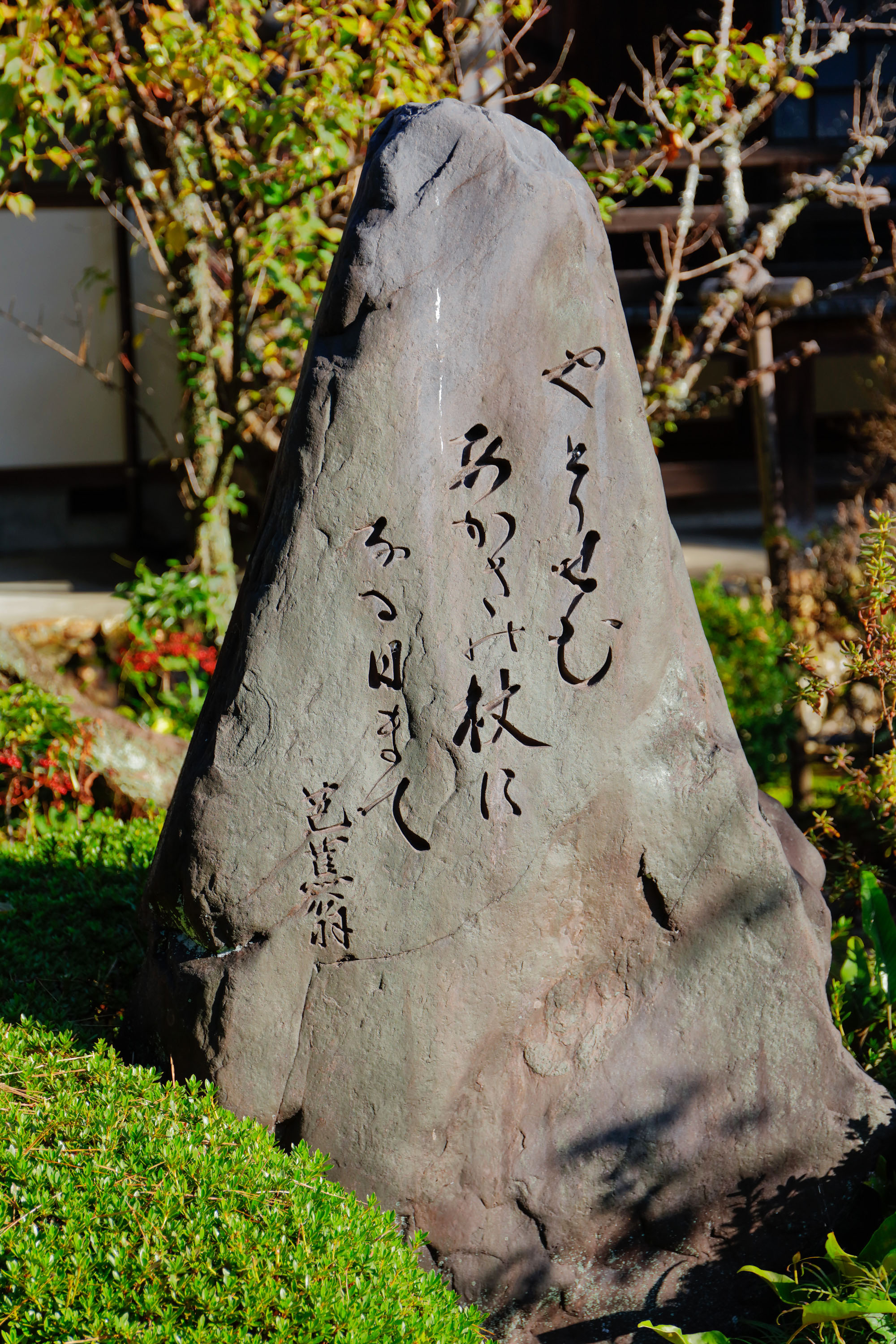
松尾芭蕉の句碑
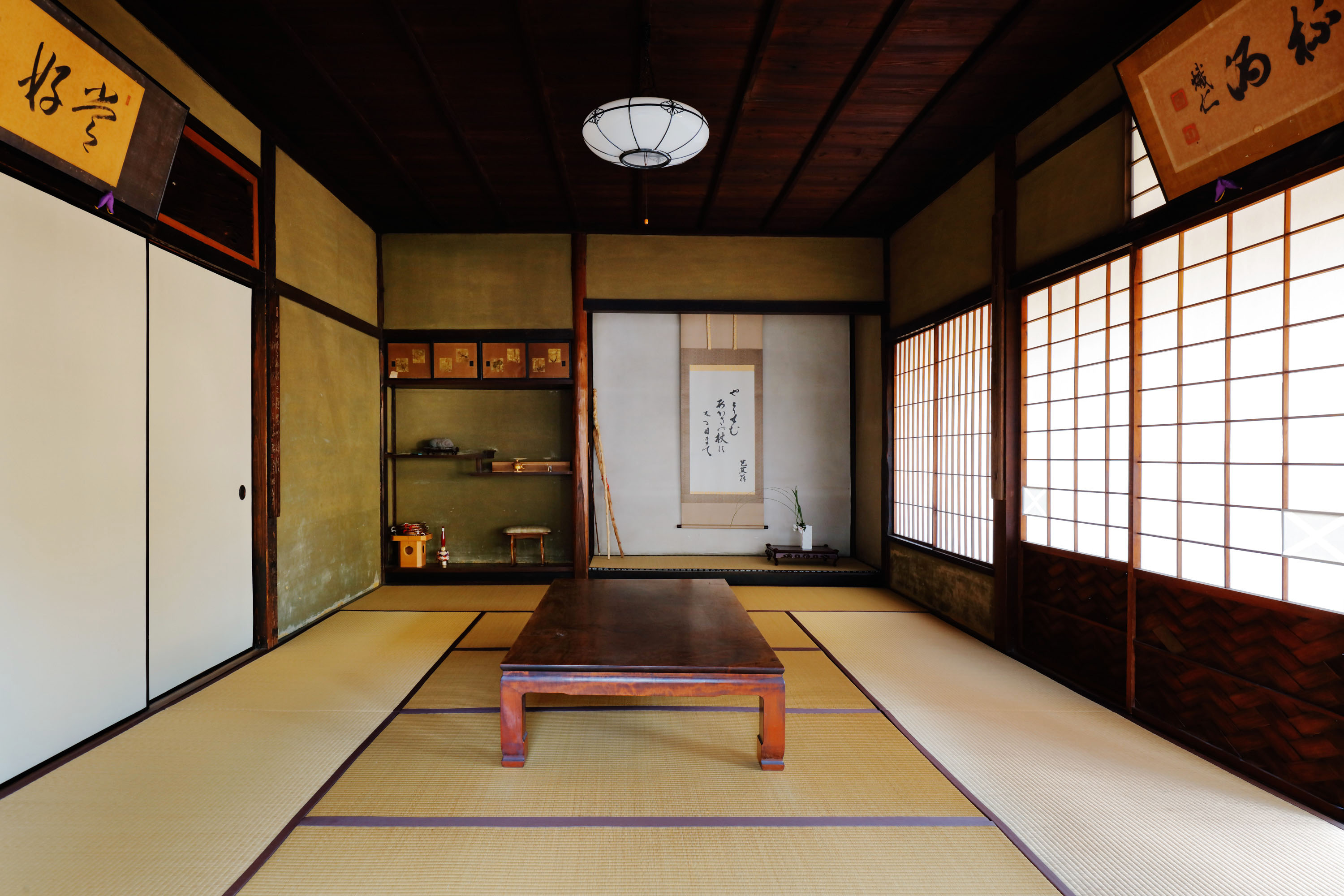
芭蕉の間
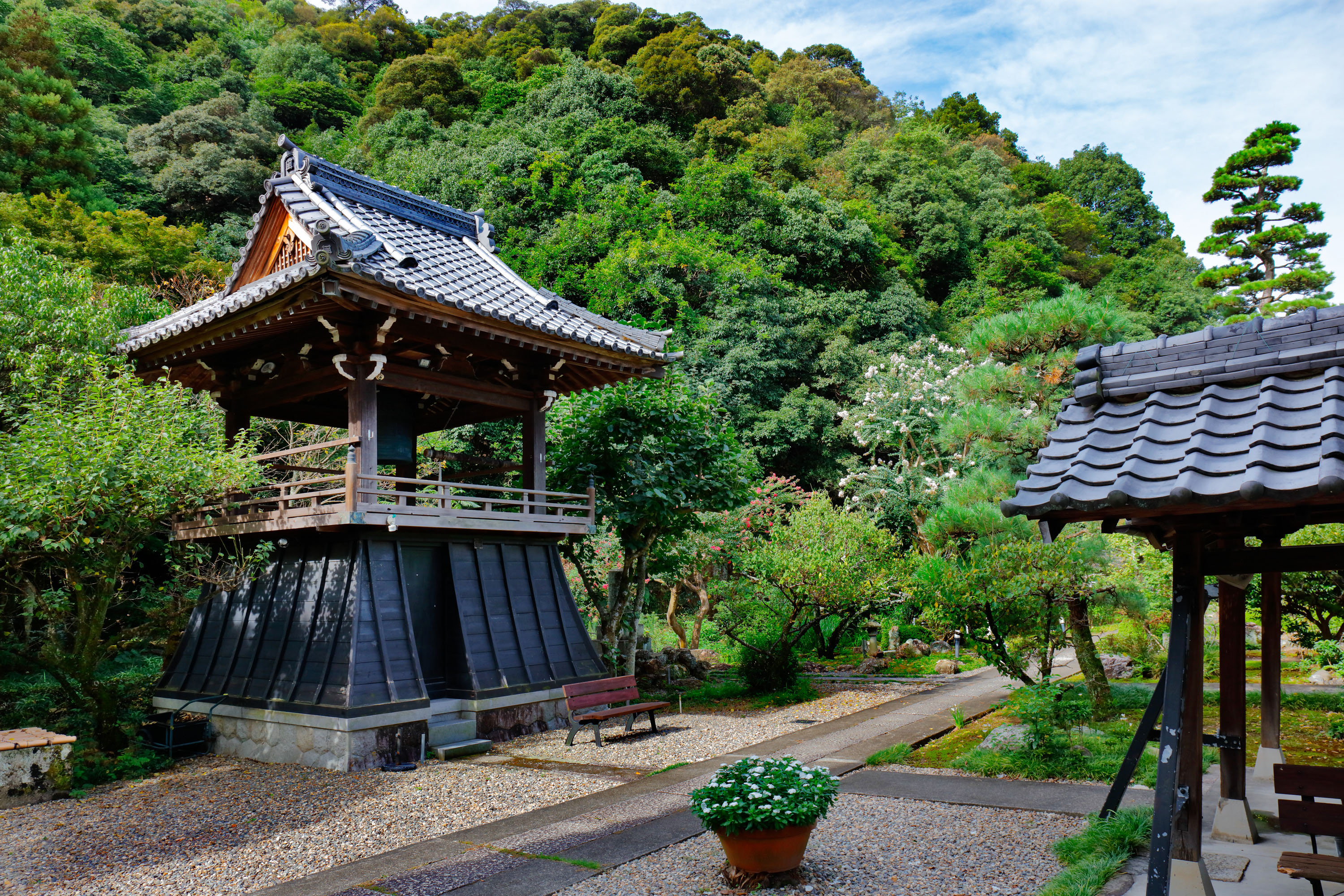
鐘楼
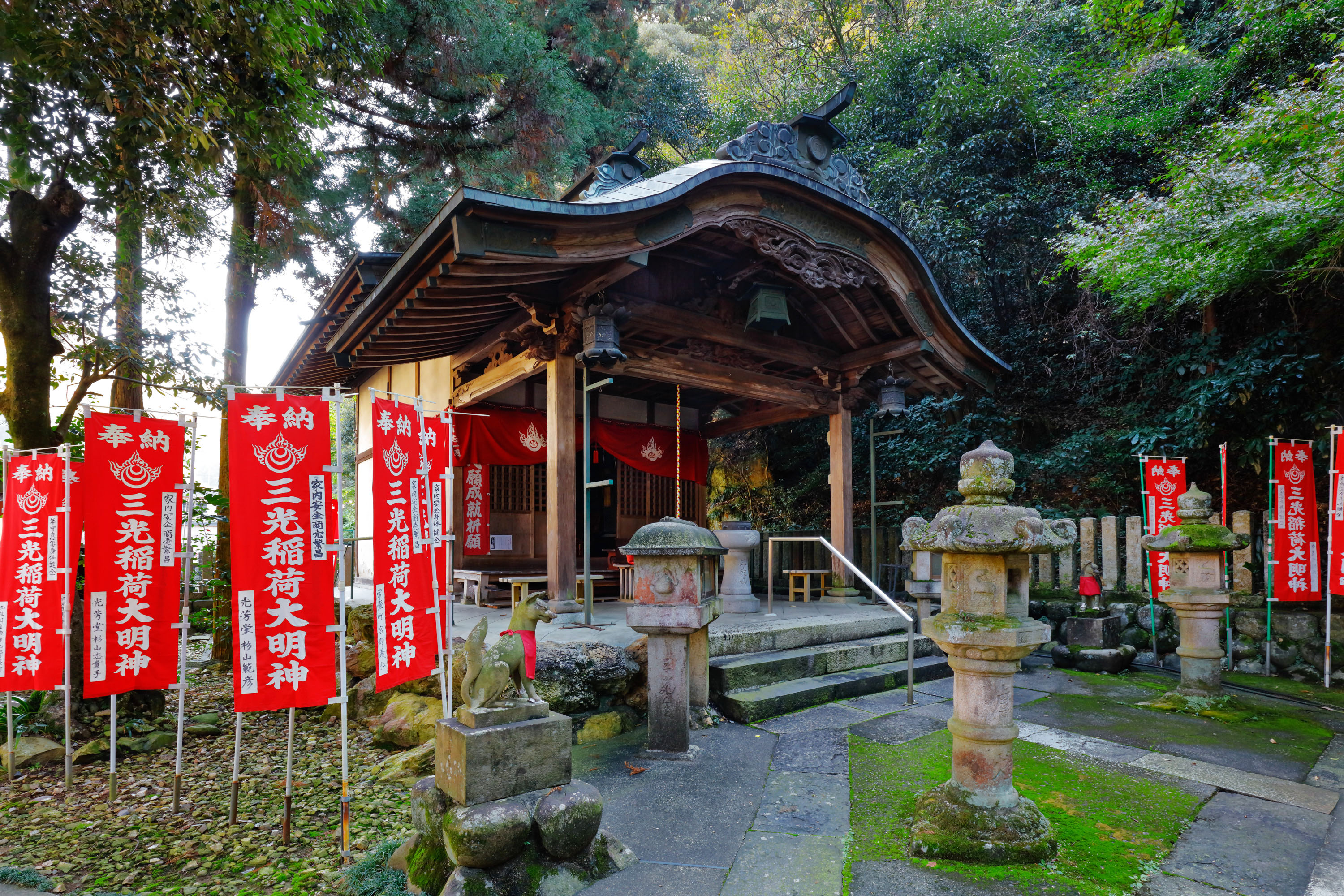
三光稲荷社